# 小川用水
小川用水（おがわようすい）は、東京都小平市を流れる玉川上水の分水のひとつである。小平市中島町にある小川橋付近で分水している。

## 歴史
小川用水は1657年に造られた。1870年、玉川上水に通船が実現したことにより、小川用水の他、6つの分水が統合され、新堀が造られた。今日では、多くの分水が廃止になっているが、福生・熊川・拝島・柴崎・砂川・小川の6分水には玉川上水を経て流れている。

## 流路

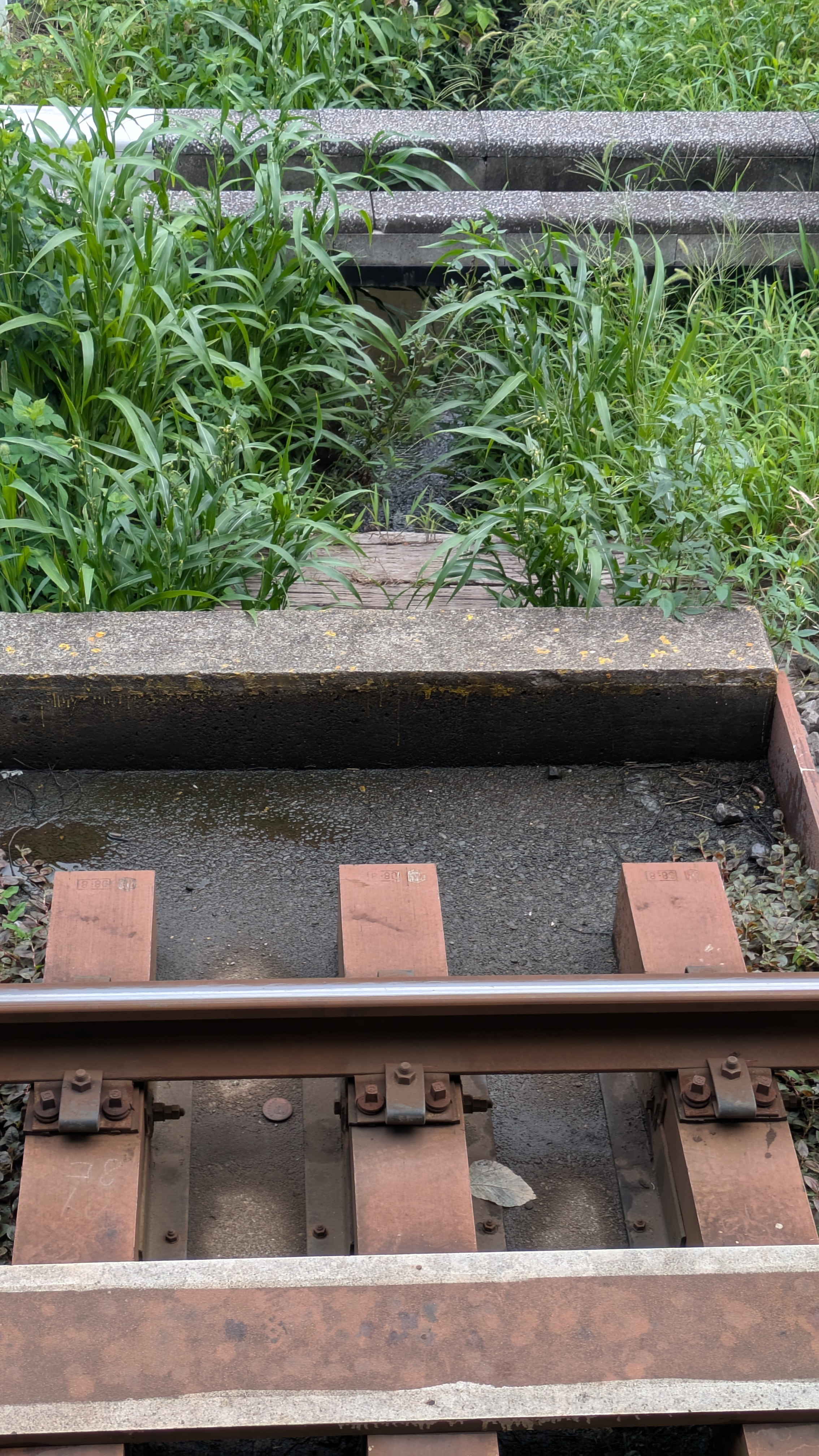
青梅街道駅構内を横断する小川用水。（小平市小川町）（2025年8月）

青梅街道沿い両側に南堀と北堀に分かれる。このように街道の両側に南北に分かれる形式は鈴木用水にも見られる。
武蔵野線新小平駅付近は暗渠になっているが、西武新宿線小平駅付近は親水整備されている。また西武国分寺線青梅街道駅の真下を流れており、ホーム上からも流路を確認できる。仲町付近で北東部に流れを変える。流末は東久留米市滝山付近。蓋がされている部分もある。大沼町2丁目付近で大沼田用水が合流してくる。

## 親水・緑道エリア
- 彫刻の谷緑道
- あじさいの小径
- つたかべの径
- 花の小径
- 百日紅の小径
- 清風親水エリア
- やすらぎの小径